# Ștefan Opriș
Ștefan I. Opriș (n. 25 octombrie 1893 – d. 27 februarie 1979); a fost un general român, care a luptat în al Doilea Război Mondial. A fost tatăl scriitorului Tudor Opriș și al producătorului de film Mihai Opriș.

## Funcții deținute
Grade: sublocotenent - 15.06.1915, locotenent - 01.04.1917, căpitan - 01.10.1919, maior - 01.07.1927, locotenent-colonel - 10.05.1934, colonel - 27.02.1939.
- 1940 – 1941 - Comandantul Închisorii Militare Jilava
- 1941 – 1943 - Comandantul Regimentului de Gardă "Mihai Viteazul"
- 1943 – 1944 - Comandantul Diviziei 1-a de Gardă
- 22 iunie - 12 iulie 1944 - Comandantul executiv al Diviziei 1-a Gardă
- 23 august 1944 - 31 august 1944 - Comandantul Diviziei 1-a de Gardă Instrucție
- 1944 - Prizonier de război
- 1944 – 1946 - Comandantul Diviziei 1 Infanterie Gardă

În anul 1943 este Colonel de infanterie la Divizia I-a de Gardă, în 1944 este avansat General de Brigadă fiind și comandantul Diviziei I-a de Gardă între 22 iunie - 12 iulie 1944.
Generalul de brigadă Ștefan Opriș a fost trecut în cadrul disponibil la 9 august 1946, în baza legii nr. 433 din 1946, și apoi, din oficiu, în poziția de rezervă la 9 august 1947.
Generalul Ștefan Opriș a fost unul din ctitorii Mânăstirii Buna Vestire-Bellu.

## Decorații
- Ordinul „Steaua României” în gradul de ofițer (8 iunie 1940)[3]

## Legături externe
- Generals.dk - Ștefan Opriș